# František Pošepný

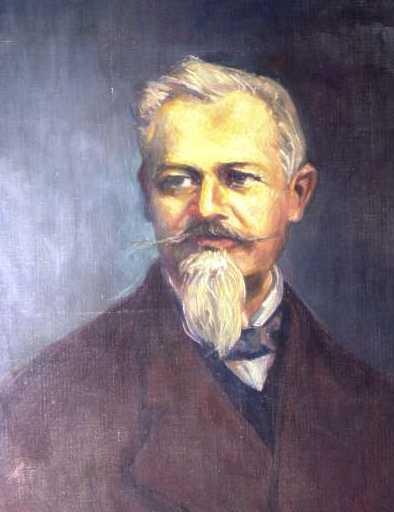
František Pošepný

František Pošepný (* 30. März 1836 in Jilemnice, Böhmen; † 27. März 1895 in Wien) war ein tschechischer Montangeologe.

## Leben und Wirken
Pošepný studierte ab 1852 am Polytechnischen Institut in Prag und von 1857 bis 1859 an der Montanlehranstalt in Príbram. Er war danach im Staatsdienst tätig, u. a. von 1863 bis 1865 an der Geologischen Reichsanstalt in Wien, danach als Montangeologe im k.k. Ackerbauministerium, wo er zum k.k. Bergrath ernannt wurde. 1879 erhielt er eine Dozentur für spezielle Geologie der Lagerstätten in Príbram. 1882 wurde er außerordentlicher und 1887 ordentlicher Professor. 1889 trat er krankheitsbedingt in den Ruhestand.
František Pošepný, verheiratet mit Clotilde Wowes-Prellogg, verstarb im 59. Lebensjahr nach längerem schwerem Leiden (Trauerhaus: Karl-Ludwigstraße 62; heute: Richard-Kralik-Platz 1, Wien-Währing); er wurde am 30. März 1895 in der Familiengruft auf dem Friedhof von Starkenbach, Böhmen, zur letzten Ruhe bestattet.

## Arbeiten (Auswahl)
- (als Franz Pošepny:) Die Quarzite von Drietoma bei Trencsin. In: Jahrbuch der Kaiserlich-Königlichen Geologischen Reichsanstalt. Band 14.1864, ZDB-ID 217948-9. Braumüller, Wien 1864, S. 499–503 (zobodat.at [PDF])..
- (als Franz Pošepný:) Ueber ein Jura-Vorkommen in Ost-Galizien. In: Jahrbuch der Kaiserlich-Königlichen Geologischen Reichsanstalt. Band 15.1865, ZDB-ID 217948-9. Braumüller, Wien 1865, S. 213 f. (zobodat.at [PDF])..
- (als Franz Pošepný:) Das Vorkommen und die Gewinnung von Petroleum im Sanoker und Samborer Kreise Galiziens. In: Jahrbuch der Kaiserlich-Königlichen Geologischen Reichsanstalt. Band 15, Wien 1865, S. 351–358 (zobodat.at [PDF])..
- Studien aus dem Salinengebiet Siebenbürgens. In: Jahrbuch der Kaiserlich-Königlichen Geologischen Reichsanstalt. Band 17.1867, ZDB-ID 217948-9. Braumüller, Wien 1867, S. 475–516 (zobodat.at [PDF])..
- (als Franz Pošepny:) Zur Geologie des siebenbürgischen Erzgebirges. In: Jahrbuch der Kaiserlich-Königlichen Geologischen Reichsanstalt. Band 18.1868, ZDB-ID 217948-9. Braumüller, Wien 1868, S. 53–56 (zobodat.at [PDF])..
- (als A. Pošepny:) Allgemeines Bild der Erzführung im siebenbürgischen Bergbau-Districte. In: Jahrbuch der Kaiserlich-Königlichen Geologischen Reichsanstalt. Band 18, Wien 1868S, S. 297–302 (zobodat.at [PDF])..
- Studien aus dem Salinargebiete Siebenbürgens. In: Jahrbuch der Kaiserlich-Königlichen Geologischen Reichsanstalt. Band 21.1871, ZDB-ID 217948-9. Braumüller, Wien 1871, S. 123–188 (zobodat.at [PDF])..
- Ueber Dislocationen im Pribramer Erzrevier. In: Jahrbuch der Kaiserlich-Königlichen Geologischen Reichsanstalt. Band 22.1872, ZDB-ID 217948-9. Braumüller, Wien 1872, S. 229–234 (zobodat.at [PDF])..
- Die Blei- und Galmei-Erzlagerstätten von Raibl in Kärnten. In: Jahrbuch der Kaiserlich-Königlichen Geologischen Reichsanstalt. Band 23.1873, ZDB-ID 217948-9. Braumüller, Wien 1873, S. 317–424 (zobodat.at [PDF])..
- — (Hrsg.): Archiv für practische Geologie. Zwei Bände, Erscheinungsverlauf: 1.1880–2.1895, ZDB-ID 526564-2. Hölder, Wien 1880, sowie Craz & Gerlach, Freiberg in  Sachsen 1895 (Band I auf archive.org, Band II auf archive.org).
- (als Franz Pošepný:) The genesis of ore-deposits. Reprinted, together with the Discussion Thereof, from Volumes XXIII and XXIV of the Transactions of the American Institute of Mining Engineers. Second edition. American Institute of Mining Engineers, New York City 1902 (Volltext online; englisch).

## Auszeichnungen, Ehrungen
- Ehrenmitglied des American Institute of Mining Engineers (1888)[3]
- Orden der Eisernen Krone III. Klasse (1889)